# Daïra de Ras El Aioun
La daïra de Ras El Aioun est une daïra d'Algérie située dans la wilaya de Batna et dont le chef-lieu est la ville éponyme de Ras El Aioun.

## Localisation
La daïra est située au nord-ouest de la wilaya de Batna.

## Communes
La daïra est composéé de six communes :  Gosbat, Guigba, Ouled Sellam, Rahbat, Ras El Aioun et Talkhamt.